# Цюльпих
Цюльпих (нем. Zülpich) — город в Германии, в земле Северный Рейн-Вестфалия. Подчинён административному округу Кёльн. Входит в состав района Ойскирхен.  Население составляет 20 005 человек (на 31 декабря 2010 года). Занимает площадь 101 км². Официальный код  —  05 3 66 044.
Город подразделяется на 20 городских районов.